# Улитауський сільський округ
Улита́уський сільський округ (каз. Ұлытау ауылдық округі, рос. Улытауский сельский округ) — адміністративна одиниця у складі Улитауського району Улитауської області Казахстану. Адміністративний центр та єдиний населений пункт — село Улитау.
Населення — 2433 особи (2021; 2055 у 2009, 2605 у 1999, 3285 у 1989).
Станом на 1989 рік існувала Улитауська сільська рада (села Айиртау, Талдисай, Улитау, Улитау). Пізніше села Айиртау, Талдисай та Улитау утворили окремий сільський округ імені Мукана Іманжанова.